# Морли, Эбенезер Кобб
Эбене́зер Ко́бб Мо́рли (англ. Ebenezer Cobb Morley; 16 августа 1831, Кингстон-апон-Халл, Йоркшир и Хамбер — 20 ноября 1924, Барнс, Большой Лондон) — английский спортсмен, известный как отец футбола. Организатор Футбольной ассоциации Англии.

## Биография
Морли родился в городе Халле на Садовой площади, улице Принцессы, д. 10, и проживал там до 22 лет. Он переехал в Барнс в 1858, где через 4 года создал футбольный клуб «Барнс», ставший одним из основателей Футбольной ассоциации Англии. В 1863 году, как капитан клуба из Мортлейка, он написал в газете Bell's Life, воззвание к спортсменам, приведшее затем к знаменитой первой встрече в таверне «Вольных каменщиков» (Freemasons' Tavern), ставшей решающей для создания ассоциации.
Э. Морли был первым секретарем Футбольной ассоциации Англии (1863—1866) и вторым избранным президентом (1867—1874). Написал в Барнсе первые футбольные правила. Как игрок, он известен тем, что принял участие в первом матче Футбольной ассоциации против ФК «Ричмонда» в 1863 году, а также забитым голом в первом показательном матче сборной клубов Лондона против команды «Шеффилда» 31 марта 1866 года.
Морли отличали большая энергия и энтузиазм, сочетающиеся со скрупулезностью юриста. Он был прекрасным гребцом, основал в 1862 году гребной клуб Барнса и Мортлейка, где также был секретарём с 1862 по 1880 годы, в 1864 году участвовал в Большом Кубке вызова на Темзе. Занятия крикетом в Марилебонском крикетном клубе Лондона и существовавшая там организационная структура с едиными правилами дали Морли образец для создания Футбольной ассоциации.
По профессии Морли был адвокатом. Он был членом регионального Совета от Барнса (1903—1919) и мировым судьей. Умер в 1924 году в возрасте 93 года и похоронен на ныне заброшенном общественном кладбище Барнса. Детей Морли не имел.